# Agroklimatologia
Agroklimatologia, także klimatologia rolnicza – gałąź klimatologii analizująca oddziaływanie warunków klimatycznych na uprawy rolnicze.